# ミンデン＝リュベッケ郡
ミンデン＝リュベッケ郡 (Kreis Minden-Lübbecke) は、ドイツ連邦共和国ノルトライン＝ヴェストファーレン州の北東端デトモルト行政管区、オストヴェストファーレン＝リッペ地方北部に位置する郡。1973年にミンデン郡とリュベッケ郡とが合併して成立したこの郡は、風車が数多く保存されていることから「ミューレンクライス（風車郡）」を自称する。
この郡の人口は約31万7千人である。特に人口密度が高いのは、南はヘルフォルトやビーレフェルトを経由してルール地方へ向かい、北はハノーファーに至る交通路沿いのミンデン、ポルタ・ヴェストファーリカ、バート・エーンハウゼンを結ぶ軸である。この地域は農業が盛んで、その他には機械や施設製造あるいは電子産業の中小企業が郡の経済を担っている。バート・エーンハウゼン付近では、観光業や健康サービス業も重要な役割を演じている。この郡は、その大部分が北ドイツ低地に位置し、ほぼヴェーザー川より西側にある。ただしヴェーザー川東岸にも比較的大きな郡域を持つノルトライン＝ヴェストファーレン州唯一の郡である。この領域はおおむね、1815年まで存在したプロイセンのミンデン侯領だった地域である。郡内の有名な建造物としては、Wasserstraßenkreuz Minden（ミンデン水運路ジャンクション）、ポルタ・ヴェストファーリカのヴェーザー渓谷にあるカイザー・ヴィルヘルム記念碑、ミンデンのプロイセンの防衛施設などがある。

## 地理

### 位置
ミンデン＝リュベッケ郡は、ノルトライン＝ヴェストファーレン州の最も北東部、オストヴェストファーレン＝リッペ地方の北部に位置する。郡の西、北、東は完全にニーダーザクセン州に囲まれている。ラーデンに属すプロイシシュ・シュトレーエンにNRW-ノルトプンクトと呼ばれるノルトライン＝ヴェストファーレン州の北端地点がある。

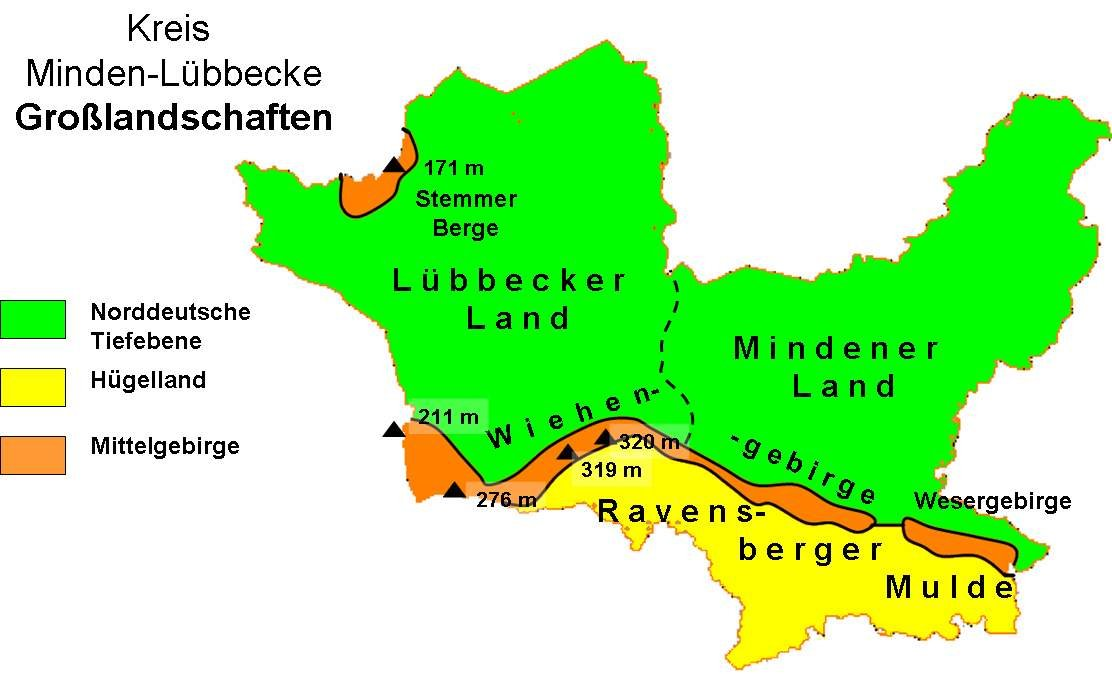
ミンデン＝リュベッケ郡の地形図

郡域は北ドイツ低地と中低山地からなる。郡北部の低地は郡域面積の4/5を占める。郡域の北ドイツ低地部分は3つに細分される。東部のヴェーザー渓谷、西から北西部のラーデン＝ディーペナウアー・ゲースト（ゲーストとは氷河谷に砂が堆積した地形）、北部のディープホルツ低層湿地である。これらの地形はデュンマー・ゲースト低地に包含される。ヴェーザーベルクラントに属す中低山地のヴィーエン山地とヴェーザー山地が郡域を東西に貫き、北ドイツ低地の南の境界をなしている。ヴェーザー川の西にあるのがヴィーレン山地である。ヴェーザー山地はその延長線上、ヴェーザー川の東側にあたる郡内で最も高い山はヴィーエン山地にあり、リュベッケの南にあたる海抜320mのハイトブリンクと319mのヴルツェルブリンクである。ヴィーエン山地は西側で高度を下げ扇形に弧を描きながらエッゲ山地につながって、その間に小さな峡谷エッゲタールを形成する。ヴィーエン山地の南はラーフェンスベルク丘陵である。ヴィーエン山地北側の狭い山麓がリュベッカー・レスラント（黄土地域）である。郡域北西部の低地の中にポツンとシュテムフェーダー山がある。これはドイツで最も北の、最も小さな中低山地の一つである。この山地で最も高いのはシャルフェ山である。中低山地の総面積は約72km2で、郡域面積の約1/12である。ラーフェンスベルク丘陵は約142km2で郡の1/6を占める。
ヴェーザー川は郡の南東端から郡内に流れ込むとすぐに「グローサー・ヴェーザーボーゲン」と呼ばれる大屈曲部を経てポルタ・ヴェストファーリカ付近で、ヴェーザー山地とヴィーエン山地との間を突き抜ける。その後川幅を拡げ、蛇行しながら低地を流れて行く。北東のペータースハーゲン付近でヴェーザー川はこの郡から離れる。郡域内のヴェーザーの流路は59kmである。ミンデン近郊のミンデン水運路ジャンクションでヴェーザー川は東西に流れるミッテルラント運河と交差する。この運河はヴェーザー川と並ぶ郡内のもう1つの連邦水路である。郡内のこの運河の距離は39kmである。運河の南と北はヴェーザー氷河谷である。運河と並行して流れるヴェーザー川支流のベスタウ川がかつては湿地を形成していたが、その大部分は人の手によって牧地化された。残った湿地の中で最大のものがグローセス・トルフモーア（直訳すると大泥炭湿地）である。ラーフェンスベルク丘陵のミンデン - リュベッケ部分ではヴィーエン山地と並行にヴェレ川が流れ、バート・エーンハウゼン付近でヴェーザー川に合流する。南西部では、湧出して間もないグローセ・アウエ川（郡境の南約2kmで湧出）がヴィーエン山地を貫いて流れ込み、北ドイツ低地を北に向かって流れる。郡南西部のヴィーエン山地内ではグローサー・ディークフルス川が湧出する。グローサー・ディークフルス川は初めグローセ・アウエ川の西側を流れ、郡の最北端付近でグローセ・アウエ川に流れ込む。郡の北西からフンテ川の堤防までは350kmほどの距離がある。ヴィーエン山地とヴェーザー山地はローカルな分水界を形成している。この山地の南側の小川はヴェレ川に向かって流れ、北側ではグローセ・アウエ川やヴェーザー川に流れ込む。また、シュテムヴェーデやプロイシシュ・オルデンドルフの西寄りではフンテ川に向かって流れている。郡域はヴェーザー川の支流によって灌漑されている。大きな湖はグローサー・ヴェーザーボーゲンをはじめとするヴェーザー川沿い、グローセ・アウエ川沿い（グローサー・アウエゼー）や、ヴィーエン山地内（オーバーリュッバー・ベルクゼー）にある。グローセル・トルフモーアは大きな湿地の名残で、その名の通り泥炭採掘が行われている。郡内の湖はいずれも自然のままの姿ではない。郡内の最低地点は、ペータースハーゲンの水路で海抜27mである。
文化地域上、郡域は3つに分けられる。中低山地南側がラーフェンスベルガー・ラント、山地の北側の東半分がミンデナー・ラント、西半分がリュベッカーラントである。後二者は、昔別の郡であったというだけで自然環境上の違いはない。
ペータースハーゲンの東約60kmにハノーファーが位置している。ビーレフェルトはバート・エーンハウゼンから南西に約32kmにある。ブレーメンはラーデンの北約80km、オスナブリュックはプロイシシュ・オルデンドルフの西約35kmである。

### 郡の構成
ミンデン＝リュベッケ郡は11の市町村からなる。このうち8つが「市」である。バート・エーンハウゼン、エスペルカンプ、リュベッケ、ペータースハーゲン、ポルタ・ヴェストファーリカが中規模郡都市、ミンデンが大規模郡都市に格付けられている。以下の表に各自治体の人口（2023年12月31日 時点）、面積 および人口密度を示す。
| 市町村名                         | 原語表記            | 人口   | 面積 (km²) | 人口密度 | 市町村区分地図 |
| -------------------------------- | ------------------- | ------ | ---------- | -------- | -------------- |
| バート・エーンハウゼン、市       | Bad Oeynhausen      | 49,566 | 64.80      | 765      |                |
| エスペルカンプ、市               | Espelkamp           | 25,294 | 84.15      | 301      |                |
| ヒレ                             | Hille               | 15,731 | 102.99     | 153      |                |
| ヒュルホルスト                   | Hüllhorst           | 13,189 | 44.73      | 295      |                |
| リュベッケ、市                   | Lübbecke            | 26,161 | 65.04      | 402      |                |
| ミンデン、市                     | Minden              | 83,100 | 101.08     | 822      |                |
| ペータースハーゲン、市           | Petershagen         | 25,226 | 211.95     | 119      |                |
| ポルタ・ヴェストファーリカ、市   | Porta Westfalica    | 36,300 | 105.17     | 345      |                |
| プロイシシュ・オルデンドルフ、市 | Preußisch Oldendorf | 12,456 | 68.79      | 181      |                |
| ラーデン、市                     | Rahden              | 15,859 | 137.34     | 115      |                |
| シュテムヴェーデ                 | Stemwede            | 13,314 | 166.12     | 80       |                |

### 郡の広がりと土地利用

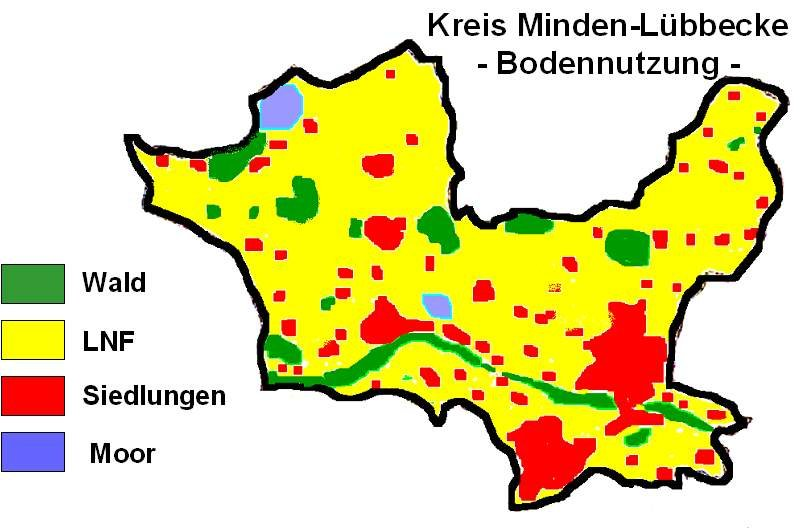
ミンデン＝リュベッケ郡の土地利用。黄色が農業用地、緑が森林、赤が住宅・交通用地、青が荒れ地である。

郡の南北軸は最大約40km、東西軸は約55kmである。南西のプロイシシュ・オルデンドルフから北東のペータースハーゲン＝シュリュッセルブルクまでは約50km、南東のポルタ・ヴェストファーリカ＝アイスベルゲンから北西のシュテムヴェーデ＝ディーリンゲンまでは約60kmの距離がある。
以下の表に郡内の土地利用を示す。
| 用途別面積 | 農業用地 | 森林   | 住宅・交通用地 | 水域  | その他 | 計      |
| ---------- | -------- | ------ | -------------- | ----- | ------ | ------- |
| 面積 (km²) | 756.7    | 128.98 | 220.13         | 34.08 | 12.33  | 1152.22 |
| 占有率     | 65.7%    | 11.2%  | 19.1%          | 3%    | 1%     | 100%    |

郡内の森林占有率は11.2%で比較的小さい（ドイツ全体で30%、ノルトライン＝ヴェストファーレン州で25.5%）が、それでもプロイシシュ・オルデンドルフからミンデンまでヴィーエン山地の尾根道を森から外れることなく歩くことができる。エスペルカンプ市も「森の街」といわれる。ヴィーエン山地 (4290 ha) とヴェーザー山地 (980 ha) の森が郡内最大の森である。この他にシュテンマーベルゲ (610 ha)、ハイスターホルツ（ミンデン州有林 850 ha）、ポールシェ・ハイデ (690 ha)、レーファー・ヴァルト (610 ha) が大きなものである。市町村別では約20%のリュベッケからわずか3%程度のラーデンまで差がある。郡の東側はシャウムブルクの森に直接境を接している。農業用地は65.7%と週平均 (49.2%) よりもずいぶん大きく、デトモルト行政管区（区平均57.3%）に属す郡の中でも最も高い値である。自治体別ではバート・エーンハウゼンの30%からラーデンの80%以上までバラツキがある。後者は、オストヴェストファーレン＝リッペ地方で最も土地の農業利用率が高い市町村である。郡の面積の3%を水面が占めている。これは州平均 (1.9%) よりも優位に高い値である。これはヴェーザー川やミッテルラント運河およびその両側の池や湖、さらにはバスタウ低地の広い湿地によるものである。

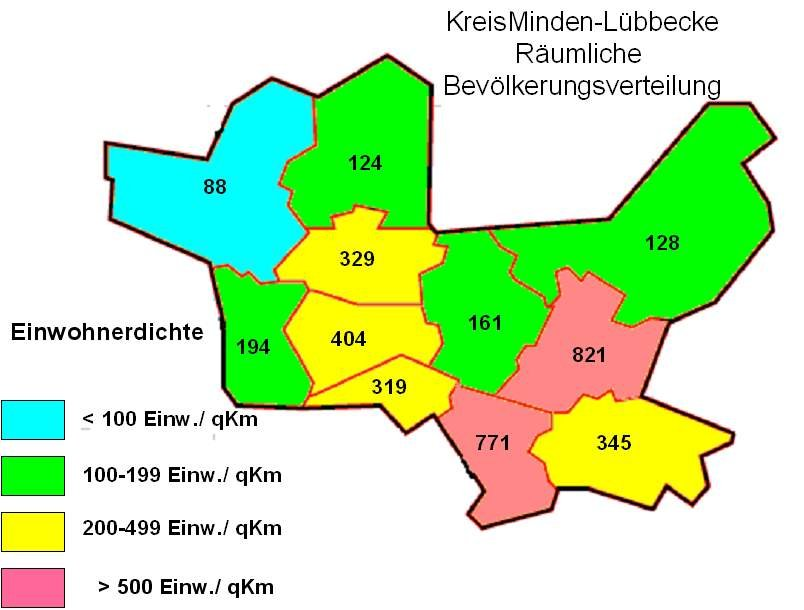
人口密度の分布

### 人口
この郡の人口密度は280人/km2で、連邦平均よりもやや高い。しかし郡内の住民の分布にはバラツキがある。人口密度は南から北あるいは東から西へ行くにつれ徐々に低下する。従って、郡の北西に位置するシュテムヴェーデが 88人/km2と最も人口密度が低い。反対の南東部に位置するミンデン、ポルタ・ヴェストファーリカ、バート・エーンハウゼンの3市で郡の人口の半分以上を占める。ラーフェンスベルク丘陵およびヴェーザー山地やヴィーエン山地の北麓は人口密度が高い地域に含まれる。この地域では集落が境を接して並んでいる。この地域は肥沃な黄土の土地で古くから開墾されていた。郡の北部とミッテルラント運河南の帯状の一帯は特に人口が希薄である。これらの地域は比較的痩せたゲースト（砂地の土地）や湿地である。中低山地自体は深い森に覆われており、ほとんど人は住んでいない。例外はヴィーエン山地西部の峡谷エッゲータールだけである。

### 気候
この郡は、暑すぎない夏と比較的穏やかな冬を持つ、中央ヨーロッパ＝海洋性気候である。年間平均気温は8.5℃から9.5℃である。降水は年間を通して安定して降り、年間降水量は約650 - 800mmである。雪が多い冬やひどく寒い冬は希である。降水は主に西から北西にかけての風によって大西洋から運ばれる。比較的近い北海は気候に対してはあまり影響していないと考えられる。東から吹く風は降水量が少なく、夏の暑さや冬の寒さを増すが、全体として大きな影響を及ぼすものではない。降水量が最も多いのは6月で、所によっては冬にも多いところがある。ミンデンとラーデン＝ファールの気候表を示す。
|             | 1月  | 2月  | 3月  | 4月  | 5月  | 6月  | 7月  | 8月  | 9月  | 10月 | 11月 | 12月 |    |       |
| 降水量 (mm) | 57.1 | 42.6 | 52.9 | 51.5 | 61.2 | 80.2 | 63.8 | 68.1 | 58.5 | 46.3 | 55.8 | 63.5 | 計 | 701.5 |

|             | 1月  | 2月  | 3月  | 4月  | 5月  | 6月  | 7月  | 8月  | 9月  | 10月 | 11月 | 12月 |      |       |
| 気温（℃）   | 1.0  | 1.5  | 4.2  | 7.7  | 12.3 | 15.2 | 16.7 | 16.6 | 13.5 | 9.6  | 4.9  | 2.1  | 平均 | 8.8   |
| 降水量 (mm) | 53.6 | 41.3 | 50.5 | 50.5 | 62.3 | 78.3 | 63.5 | 65.7 | 57.0 | 48.9 | 56.1 | 65.4 | 計   | 692.1 |

リュベッケでは日中の気温が0℃以下の日が11月3月までの間に平均37日ある。年間日照時間は1435時間で、6月の200時間から12月の32時間の間に分布している。
郡域は気候上の明らかな相違に基づいて以下の3つの地域に分けることができる。
- 北ドイツ低地: 土地の高度が低いため、平均気温が比較的高い。一番北部における平均気温は9.3℃である。2009年のドイツで最も暑かった8月20日、ラーデン＝ファール測候所は37.9℃の、その年のドイツ最高気温を観測した[7]。地形上、ヴェーザー渓谷と郡北部の低地は特に温暖である。オストヴェストファーレン＝リッペ地方はヴァルブルガー・ベーデに継いで降水量が最も少ない地域の一つに数えられる。ラーデン北部の平均年間降水量は約630 - 700mmである。
- 中低山地: ヴェーザー山地やヴィーエン山地をはじめとする中低山地の年間平均気温は、低地のそれよりも約1℃低い。また、この地域では明らかに大きな降水量が観測されている。ただしこれは、その場所が風上にあたるか風下にあたるかによって変化する。リュベッケ黄土地域では雨は遮られており、リュベッケの年間降水量は650mm程度である。ラーフェン山地の北側に降るのは「冷たい雨」が主であり、その量は少ない。山地自体およびその南斜面では年間降水量は750 - 800mmに達する。
- ラーフェンスベルク丘陵: トイトブルクの森は、大西洋からもたらされる降水からラーフェンスベルク盆地を護っている。それでも、たとえばバート・エーンハウゼンの平均年間降水量 (724mm) は北ドイツ低地地方のそれよりも明らかに多い。だが、ヴィーエン山地、メラー山地、トイトブルクの森に囲まれた盆地の性質を持つこの丘陵地は比較的穏やかな気候であるといえる。この地域はヴェレ渓谷およびヴェーザー渓谷に属しており、年間平均気温は比較的高く、バート・エーンハウゼンのそれは9.5℃である。これは郡北部の低地地方の平均気温を上回る数値である[8]。

### 隣接する郡
ミンデン＝リュベッケ郡はニーダーザクセン州との州境に位置している。郡境の83%が州境となっている。これはノルトライン＝ヴェストファーレン州で最も高い数値であり、ドイツ全体でもこれを上回るのはベルヒテスガーデナー・ラント郡だけである。北はディープホルツ郡 (36km) とニーンブルク/ヴェーザー郡 (61km)、東はシャウムブルク郡 (42km)、南はノルトライン＝ヴェストファーレン州のリッペ郡とヘルフォルト郡（合わせて45km）、西はニーダーザクセン州のオスナブリュック郡 (31km) と境を接している。（かっこ内は郡境の長さ）

## 歴史

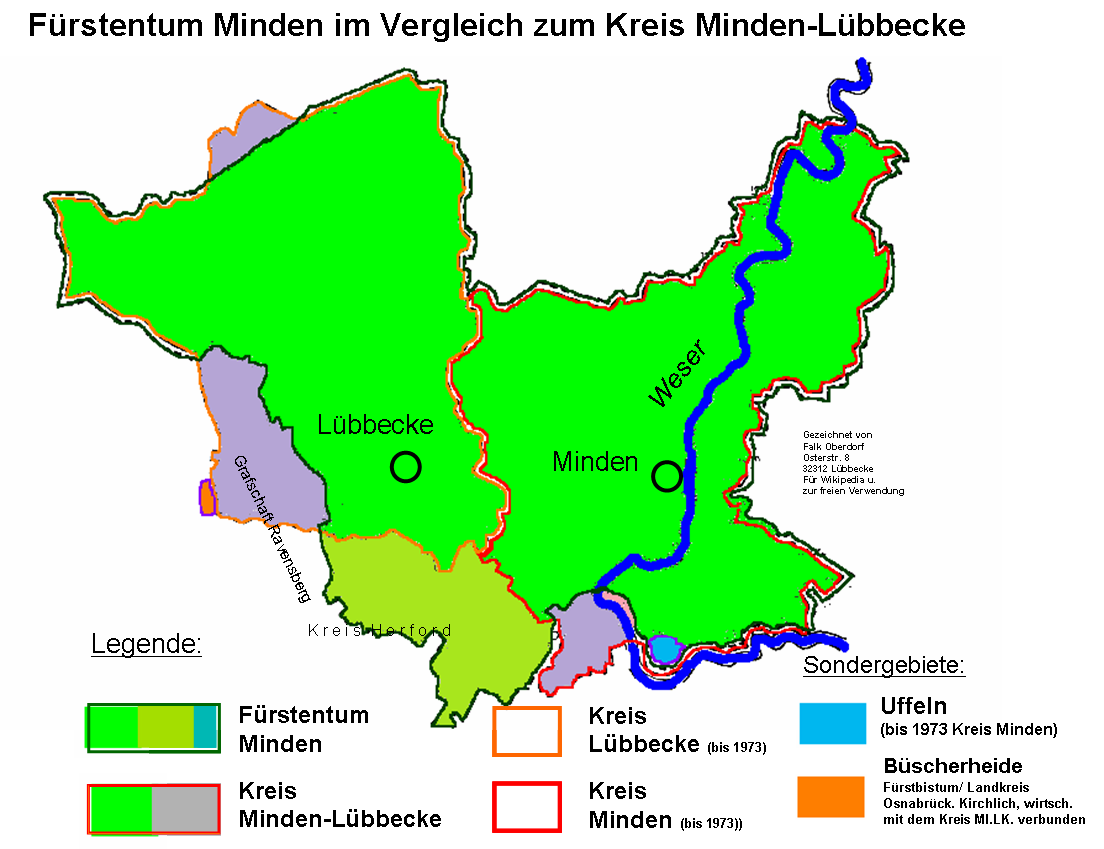
ミンデン侯領とミンデン＝リュベッケ郡

現在のミンデン＝リュベッケ郡は、旧ミンデン侯領として確かな一体感を有している。ミンデンでは800年頃にはすでにカール大帝によってキリスト教化の努力がなされ、これと並行してミンデン周辺に住むザクセン人との戦闘が行われた末に、ミンデン司教領が設立された。ザクセン人の族長でカールの敵となったのがヴィドゥキントであった。彼は現在も伝説としてこの地で語り継がれている。ミンデン司教区は中世盛期に帝国諸侯のミンデン司教領へと発展していった。その領域は司教区としては随分小さなものであったが、現在のミンデン＝リュベッケ郡の郡域とほぼ一致した。郡南部、現在のプロイシシュ・オルデンドルフ周辺は、12世紀までに台頭してきたラーフェンスベルク伯領に属した。ラーフェンスベルクは1614年にブランデンブルク＝プロイセン領となった。1550年頃の宗教改革以降は単なる象徴として存在していたミンデン司教領は、1648年のヴェストファーレン条約によって廃止され、世俗のミンデン侯領としてブランデンブルク選帝侯のものとなった。行政府は初めペータースハーゲンに置かれたが、1650年から一時的に、1669年からは恒久的にミンデンに置かれることとなった。1719年、プロイセンはラーフェンスベルク伯領とミンデン侯領をミンデン＝ラーフェンスベルクとして行政上統合した。ミンデンはミンデン＝ラーフェンスベルクの首都となり、1723年からは戦争・国有地省が設置された。これによりミンデンは、1947年まで維持されることとなるヴェストファーレン東部の主導的な官僚・行政都市としての役割を確立した。1759年8月1日のミンデンの戦いでは、この地域へのフランスの進出を防ぐことができた。しかし、その後1807年にナポレオン占領下に置かれ、事実上フランスの傀儡であったヴェストファーレン王国に編入された。当初は、この領域の一体性は保たれていた。旧ミンデン侯領はおおむねヴェーザー県ミンデン郡に充てられた。1810年、ヴェーザー川左岸のヴェレ川より北がフランス帝国の直接統治下（オベーレン・エムス県ミンデン郡）に移譲された。残りのヴェーザー西側の領域はヴェストファーレン王国に留め置かれた。1813年から1814年にかけてこの地方は、ヴェーザー＝ライン間市民政府を経て再びプロイセンの統治下となった。新たに組織されたプロイセン政府はミンデン侯領を再生しなかった。ただし「ミンデン侯」はプロイセン王の正式な肩書きの一部として遺された。この地域はヴェストファーレン州ミンデン県の一部となった。1816年以降、この地域にミンデン郡とリュベッケ郡（初めはラーデン郡と称した）が設けられた。現在の郡域の内、南部の一部はビュンデ郡およびヘルフォルト郡に属していた。1816年に郡独立市となったミンデンは、オストヴェストファーレン地方全域の行政センターとなった。この都市は、それ以前からプロイセン兵が配備されていたのだが、この頃からプロイセンの防衛都市に拡充されて行き、これ以後重要な軍事都市となった。ミンデン地方では秋の軍事演習が繰り返し行われ、皇帝が山の教会からそれを観閲した。郡南部は古くからプロイセンの経済援助を受けており、テキスタイル工場、リネン工場、さらに後にはタバコや葉巻の工場が設立された。北部は初め農業が盛んであったが、1916年以降やはり巨額の援助を受けてミッテルラント運河が開通し、ミンデン水運路ジャンクションに面したミンデンは重要な経済都市に発展していった。第二次世界大戦後、リュベッケ弾薬庫跡に現在のエスペルカンプ市が建設された。エスペルカンプはドイツ最大の難民都市の一つであった。第二次世界大戦後、ここに旧ドイツ東部地方からの避難民が移り住み、さらにその後、当時のソヴィエト連邦からの避難民が加わったのである。その中にはメノー派の信者らもいた。リッペ州がノルトライン＝ヴェストファーレン州に併合されたことによりミンデンは主要な行政都市としての機能を喪失した。1974年、ミンデン郡とリュベッケ郡は合併してミンデン＝リュベッケ郡となった。市町村は合併し、その数は少なくなった。郡の行政機能はミンデンに置かれた。当時のノルトライン＝ヴェストファーレン州では、ミンデン＝リュベッケというダブルネームはとても珍しかったのだが、リュベッケへの配慮として容認された。

### 地域再編

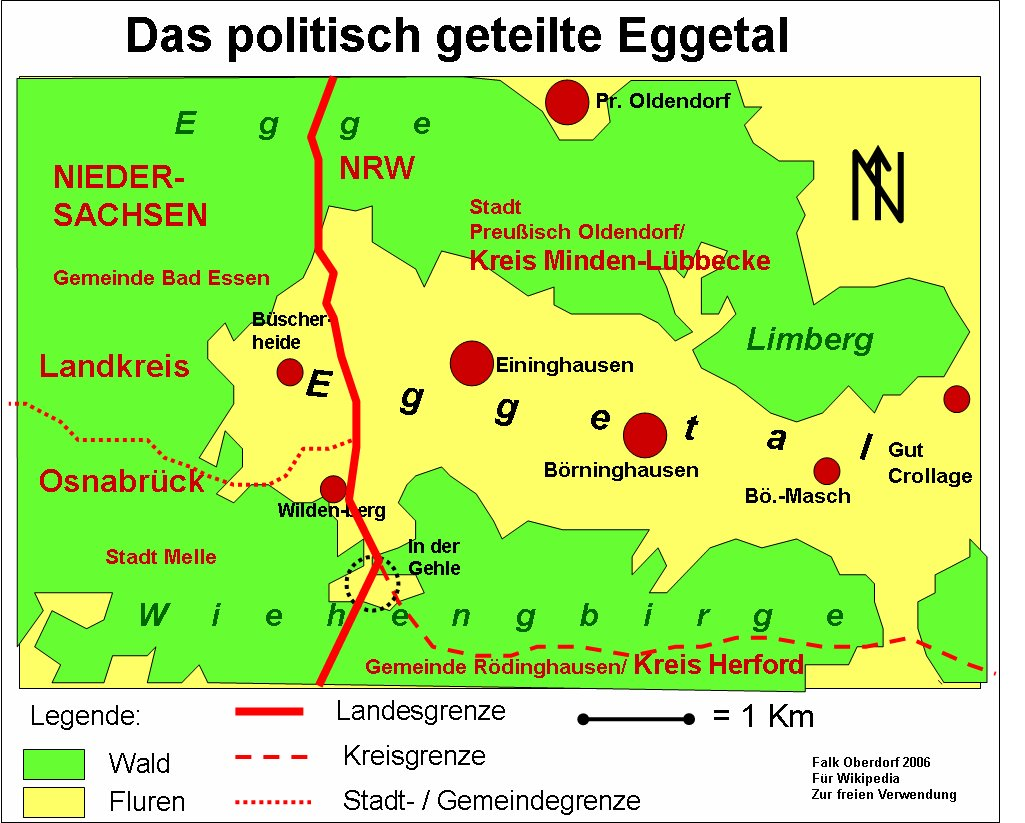
ビュッシャーハイデの周辺図

1973年1月1日の「ビーレフェルト法」（新設されたビーレフェルト周辺地域の郡および市町村の新設に関する法律）の発効に伴うノルトライン＝ヴェストファーレン州の抜本的地域再編によってミンデン＝リュベッケ郡は成立した。プロイセン時代に設立されたミンデン郡とリュベッケ郡とが合併し、行政機構はミンデンに集約された。同時に、それまで独立していた数多くの自治体（ただし、共同で行政処理を行うものも多かった）が、現在の大きな自治体に統合・整理され、行政共同体は廃止された。新しい郡域は、おおむね旧ミンデン郡と旧リュベッケ郡とを合わせた地域であった。ただし、旧ミンデン郡に属し、1972年12月31日までは独立した自治体であったウッフェルンはヘルフォルト郡に移管され、フロートー市の市区に編入された。2006年にはニーダーザクセン州とノルトライン＝ヴェストファーレン州との間の条約に基づいて、それまでニーダーザクセン州が管理していた約16,000m2の土地がノルトライン＝ヴェストファーレン州のミンデン＝リュベッケ郡に移管された。これは連邦所有の土地で、1998年までドイツ連邦軍第155軍団倉庫および兵員動員基地として利用されていた。ここを産業・工業地域として再開発するための法的基盤整備が現在行われている。1973年の地域再編直後から時折論議されていたエッゲ峡谷に位置しているニーダーザクセンの村落ビュッシャーハイデをプロイシシュ・オルデンドルフに併合するという案は、事実上廃案となった。しかしプロイシシュ・オルデンドルフは、2009年からニーダーザクセン州のバート・エッセン市に代わって防災業務を請け負うこととなった。

## 行政

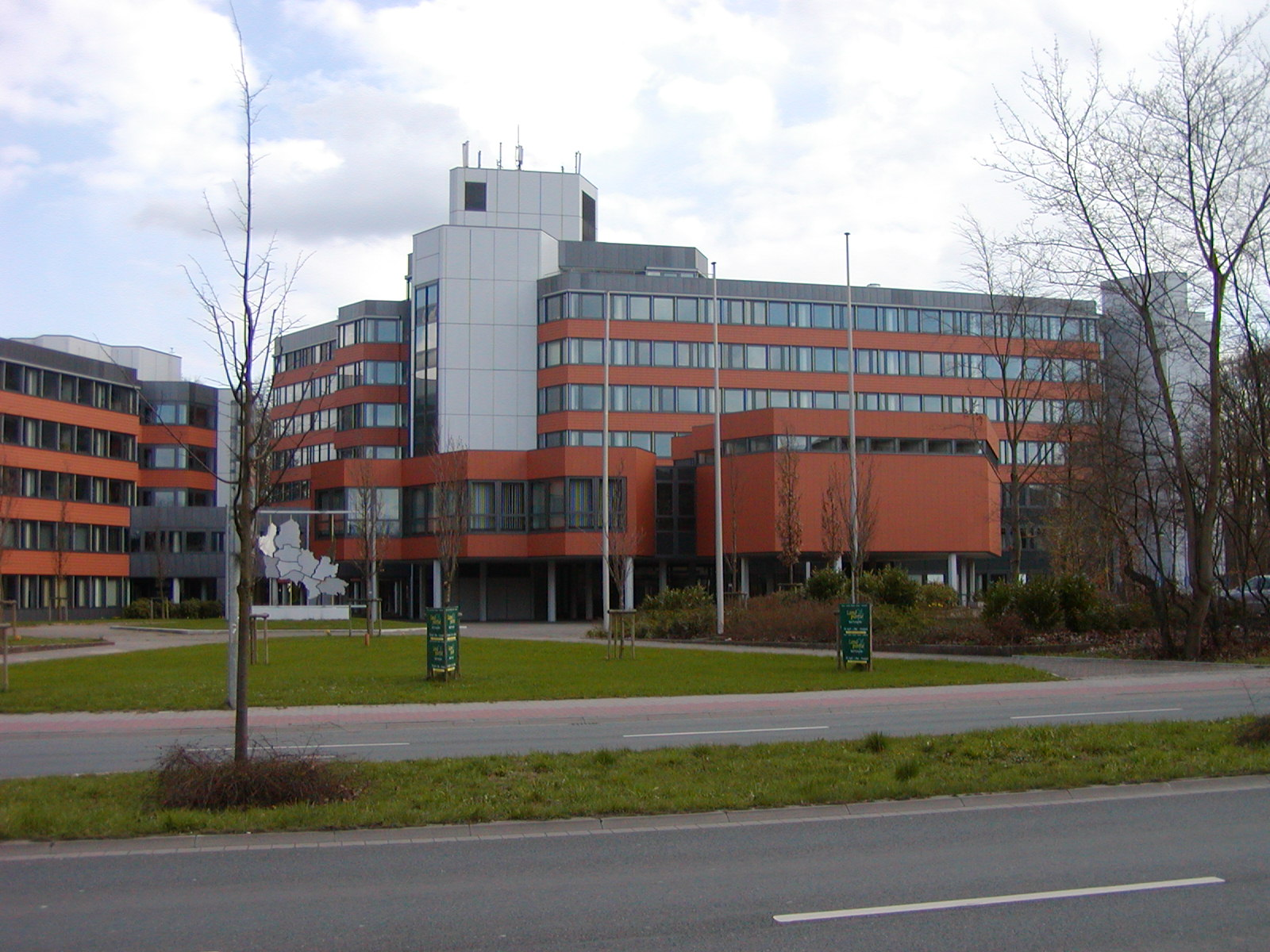
ミンデンの郡庁舎

### 議会
| 政党    | 2020年                                                                            | 2014年 | 2009年 | 2004年 |    |
| ------- | --------------------------------------------------------------------------------- | ------ | ------ | ------ | -- |
| CDU     | ドイツキリスト教民主同盟                                                          | 23     | 22     | 23     | 26 |
| SPD     | ドイツ社会民主党                                                                  | 18     | 21     | 20     | 21 |
| Grüne   | 同盟90/緑の党                                                                     | 11     | 6      | 6      | 5  |
| FDP     | 自由民主党                                                                        | 4      | 3      | 5      | 4  |
| FWG     | FWG Mühlenkreis – Freie Wählergemeinschaft Minden-Lübbecke                        | 2      | 2      | 2      | 2  |
| Linke   | 左翼党                                                                            | 2      | 2      | 2      | 0  |
| REP     | 共和党                                                                            | -      | 0      | 0      | 2  |
| UB-UWG  | Unabhängige Bürgerpolitik – Unabhängige Wählergemeinschaft                        | 0      | 1      | 1      | 0  |
| ödp     | エコロジー民主党                                                                  | -      | 0      | 0      | 0  |
| pro NRW | Das Kreistagsmitglied der Republikaner wechselte im Laufe der Amtszeit zu pro NRW | -      | 0      | 1      | -  |
| Piraten | ドイツ海賊党                                                                      | -      | 1      | 0      | 0  |
| AfD     | ドイツのための選択肢                                                              | 4      | 2      | 0      | 0  |
| 合計    | 合計                                                                              | 64     | 60     | 60     | 60 |

### 郡長
1999年まで郡の代表者は、上級郡管理者 (Oberkreisdirektor) と名誉職の郡長 (Landrat) の二頭体制であった。1999年から郡長は直接選挙で選出される、郡行政の責任者となった。任期は初めは5年間であったが、2009年から通常6年に改訂された。現職のラルフ・ニーアマンは、任期満了前に辞職した前任者ヴェイルヘルム・クレーマーの後任として2007年に郡長に就任した。彼はノルトライン＝ヴェストファーレン州の市町村法により2009年の選挙を経ず、2014年までを任期とする。ニーアマンは2014年の選挙で再選され、任期は 2020年まで延長された。ミンデン＝リュベッケ郡成立後の4人の郡長は以下の通り。
- 1973年 - 1984年　ヘルマン・シュトルックマイアー (CDU)　名誉職
- 1984年 - 1999年　ハインリヒ・ディートマール・ボルヒャーディング (SPD)　名誉職
- 1999年 - 2007年　ヴィルヘルム・クレーマー (CDU)　行政責任者
- 2007年 - 2022年　ラルフ・ニーアマン (SPD)　行政責任者

### 上級郡管理者
- 1973年 - 1974年　ホルスト・ローゼンブッシュ (SPD)
- 1974年 - 1993年　ロルフ・モンブルク
- 1994年 - 1998年　アルフレート・ギーレ (SPD)

### 郡管理者
一般的な郡の代表者は郡議会で8年ごとに選出される郡管理者である。郡長の罷免や空位の場合、郡行政府の長としての郡長の職責を引き継ぐ。
- 1999年 - 　コルネリア・シェーダー (SPD)

### 紋章
ミンデン＝リュベッケ郡の紋章は1973年9月11日にデトモルト行政管区長官の認可を得た。
図柄: 左右二分割。向かって左は赤地に銀（白）の交差した2本の鍵。鍵の歯は互いに外を向いている。向かって右は銀（白）時に3つの赤い山形図形。

ミンデン＝リュベッケ郡の旗

郡の紋章はミンデン郡のシンボルを引き継いでおり、デザインもこれを強く踏襲している。また、リュベッケ郡最後の紋章のデザイン要素も採り入れている。鍵は聖ペテロのアトリビュートである鍵を表している。この意匠は多くの地域で紋章のデザイン（多くは交差した形）として用いられている。ここでは、鍵はミンデン司教を象徴するもので、ミンデン司教区、ミンデン侯領、ミンデン市の紋章にも採用されている。赤地にこれを配するのは、この意匠を用いる場合の典型的なデザインである。ミンデン＝リュベッケ郡の大部分はミンデン侯領に属していた。ところが、郡南部の小さな領域はラーフェンスベルク伯領に属した。紋章の向かって右側の領域のデザインは「ラーフェンスベルクの山形図形」であり、ラーフェンスベルク伯の紋章と同一のものである。山形図形はこの地方、特にヘルフォルト郡の市町村やビーレフェルト市などの紋章で、デザインとして採用されている。
旗については以下のように規定されている。
- 旗は、赤と白の横縞模様で、旗竿よりの中央に郡の紋章が描かれている。
- 幟は、赤と白の縦縞模様で、上半分の中央に郡の紋章が描かれている。

## 経済と社会資本

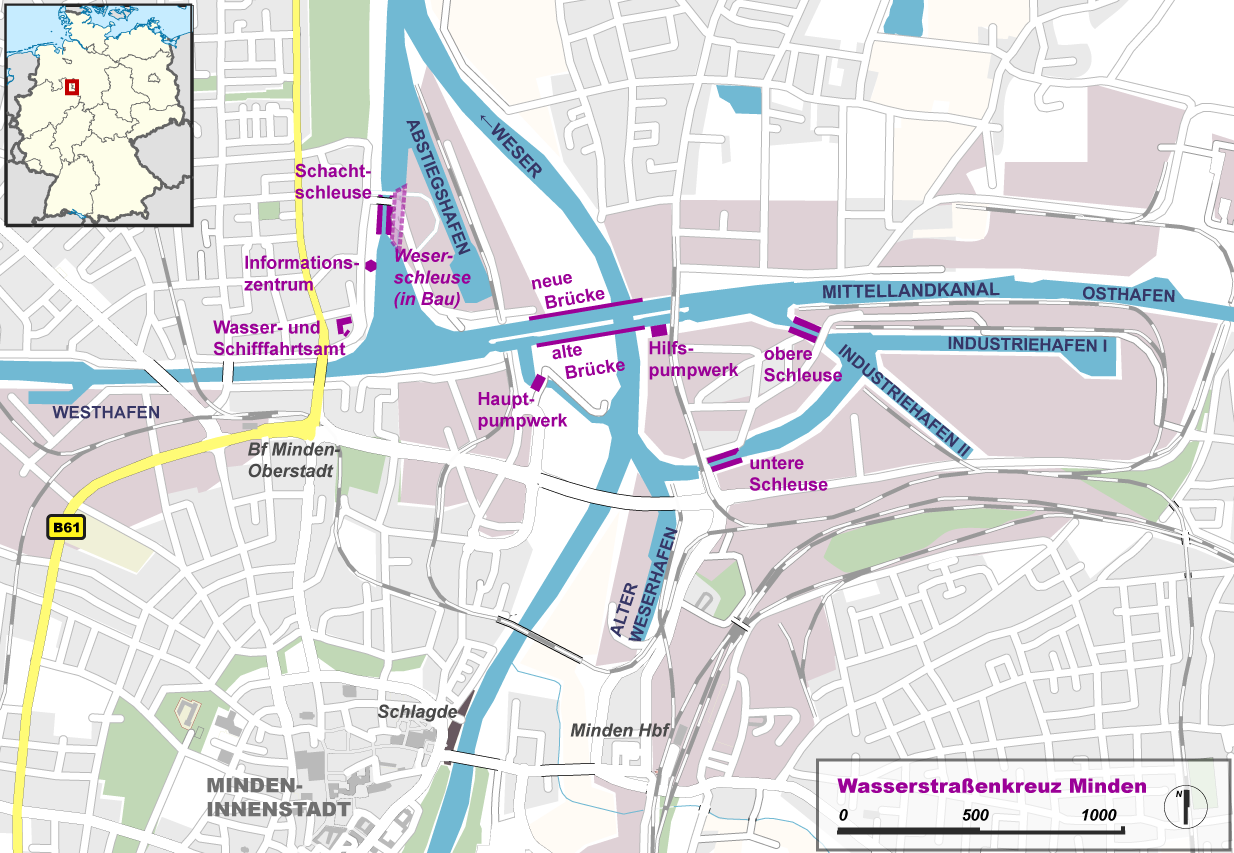
ミンデン水運路ジャンクションの地図

### 水運
ミッテルラント運河は内陸水運によって重要である。この運河はミンデンで、やはり航行が可能なヴェーザー川とミンデン水運路ジャンクションによって交差している。ここには数多くの水門が設けられている。

### 航空
ポルタ・ヴェストファーリカのフェンネベック地区に地域・グライダー用飛行場がある。
最寄りの国際空港はハノーファー空港である。

### 道路
郡内を連邦アウトバーンA2号線とA30号線が走っている。また、ブレーメンに通じる交通量の多い連邦道B482号線とB61号線も通っている。A2、A30、B61号線はバート・エーンハウゼンで交差している。
連邦道B65号線は郡を東西に貫いてミンデンとリュベッケとを結んでいる。この道路は、ディープホルツからヘルフォルトやデトモルトを経由してバート・マインベルクに至る南北の交通路であるB239号線と、リュベッケで交差する。また、ボームテからシュテムヴェーデ、エスペルカンプ、ヒレ、ペータースハーゲンを経由してヴィーデンザールまで郡北部を東西に走る州道770号線も重要な道路である。この他にボームテとディープホルツとを結ぶ連邦道B51号線は、郡西端のディーリンゲン付近でわずかな区間ではあるが郡内を通っている。連邦道B514号線はバート・エーンハウゼンとフロートーおよびカレタールとを結んでいる。

### 鉄道

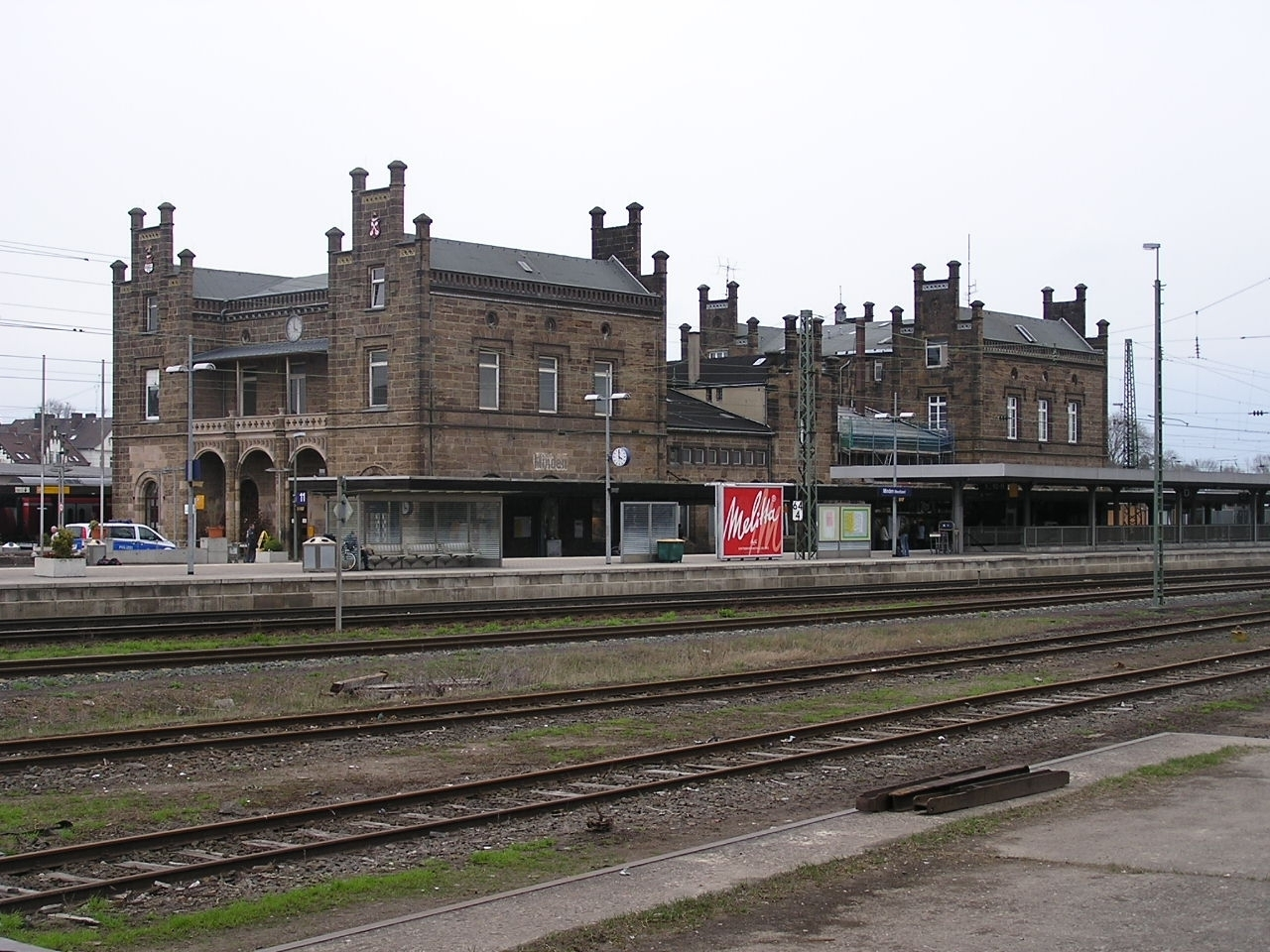
ミンデン駅

重要な幹線鉄道 ベルリン - ハノーファー - ルール地方線およびハノーファー - オスナブリュック - アムステルダム線の旅客・貨物列車が郡域を東西に貫いている。これらの幹線から2つの単線鉄道路線が分岐している。ビュンデ - ラーデン間を結ぶラーフェンスベルガー鉄道（かつてはズーリンゲンを経由してブレーメンまで運行していた）とミンデン - ペータースハーゲン＝ラーデ - ニーンブルク/ヴェーザーさらにはフェルデン (アラー)経由でローテンブルク (ヴュンメ)にまで至るヴェーザー＝アラー鉄道である。

### 自転車
いくつかの駅（ミンデンやバート・エーンハウゼン）の近くに自転車ステーションが設けられている。数多くの広域自転車道やローカルな自転車道が郡内を走っている。たとえば、ミューレンルート、ヴェーザー自転車道、ウェルネス自転車ルートなどである。

### 経済
郡域の大部分は農業に利用されている。この郡の農業がいかに重要であるかは以下の数値が示している。ミンデン＝リュベッケ郡の面積はデトモルト行政管区の17.6%に過ぎないが、そこに行政管区全体のウシの1/5、ブタの1/4、採卵用のニワトリが1/3が飼育されているのである。ミンデンには食品産業、化学産業がある。メリタの本社はこの街にあり、BASFの支社もある。バート・エーンハウゼンは、医療機器の中心地である。

### 公共施設
バート・エーンハウゼン、ミンデン、リュベッケ、ラーデンには総病床数約2300床のミューレンクライス病院がある。バート・エーンハウゼンにはノルトライン＝ヴェストファーレン心臓病・糖尿病センターやミューレンクライス病院の100%子法人であるアウグステ＝フィクトイラ病院の他多くの開業医がある。
リュベッケには Paritätischen Sozialverein が経営するホスピスの「フェリタス」がある。ミンデン＝リュベッケ郡のParitätischenは自助グループ交流会を運営している。ここでは約300の自助グループが交流している。
特殊な教育施設として以下のものがある。
- ミンデンとバート・エーンハウゼンのフライヘル・フォン・シュタイン職業補習高等専門学校
- レオ・ジムファー職業補習高等専門学校

### 広報活動
ミンデン＝リュベッケ郡では1970年代から郡内に遺る41の風車、水車、ロスミューレ（家畜を動力とする粉挽き機）を保存するプログラムを実施している。郡は1980年代から「ミューレンクライス」として広報活動を強化し、1990年代の終わりからそのロゴを作成して公式に使用している。

## 文化と見所

### 自然
60を超える自然保護地区がある。総面積は約7100haで、郡の総面積の6.2%が自然保護地区である。特に広いものを以下に示す。
- バスタウヴィーゼン 1778ha
- ヴェーザーアウエ 774ha
- ミンデンの森 515ha
- グローセス・トルフモーア 511ha
- ハイスターホルツ 402ha
- シュタウストゥーフェ・シュリュッセルブルク 268ha
- アム・オッペンヴェール・モーア 255ha
- オッペンヴェール・モーア 215ha

### スポーツ
ハンドボール・ブンデスリーガでプレイするクラブが2つある。TuSネッテルシュテット＝リュベッケとGWDミンデンである。このため、この郡はハンドボールの中心地として特別な地位を占めている。

## 引用
1. 1 2  Bevölkerung der Gemeinden Nordrhein-Westfalens am 31. Dezember 2023 – Fortschreibung des Bevölkerungsstandes auf Basis des Zensus vom 9. Mai 2011
2. ↑  連邦統計局: Onlinerecherche Gemeindeverzeichnis
3. 1 2  ノルトライン＝ヴェストファーレン州データ管理・統計局: ミンデン＝リュベッケ郡のプロファイル
4. ↑  ドイツ気象庁月別降水量（1961年 - 1990年）
5. ↑  ドイツ気象庁1961年から1990年までの平均気温
6. ↑  リュベッケ市のウェブサイト: Willkommen in Lübbecke. Zahlen und Fakten. Klima.
7. ↑  Yahoo News
8. ↑  デトモルト市: Klimakarten Archived 2014年10月10日, at the Wayback Machine.
9. ↑  Niedersächsische Staatskanzlei: Änderung der gemeinsamen Landesgrenze zwischen Niedersachsen und Nordrhein-Westfalen. Hannover, 1. November 2005
10. ↑  Relikte.com: Lufttanklager 2/VI Preußisch Oldendorf
11. ↑  RP-Online: Niedersachsen kleiner. NRW wird größer. 3. April 2006
12. ↑  Bezirksregierung Detmold: Amtsblatt für Den Regierungsbezirk Detmold. 194 Jahrgang. Nr 15. Detmold. 6. April 2009.
13. ↑  Siehe: Manfred Beermann: Büscherheide will nach Börninghausen, in: Heimat- und Verkehrsverein Börninghausen-Eininghausen e.V. (Hrsg): Unsere Heimat. Das Eggetal. Preußisch Oldendorf, 1993, S. 154 – 161.
14. ↑  “Kreistagswahl Kreis Minden-Lübbecke 13.09.2020”. 2022年10月25日閲覧。
15. ↑  “Kreistagswahl Kreis Minden-Lübbecke 25.05.2014”. 2022年10月25日閲覧。
16. ↑  ノルトライン＝ヴェストファーレン州選挙管理委員会: Kommunalwahlen 2014: Wahl der Landrätinnen und Landräte der Kreise - Kreis Minden-Lübbecke（2014年8月28日 閲覧）
17. ↑  Hauptsatzung für den Kreis Minden-Lübbecke, §2 Abs. (1), (3), (4)
18. ↑  農業会議所の説明